# 沙塘镇 (兴业县)
沙塘镇，是中华人民共和国广西壮族自治区玉林市兴业县下辖的一个乡镇级行政单位。

## 行政区划
沙塘镇下辖以下地区：
沙塘社区、沙塘村、合成村、合民村、安善村、永兴村、水车村、富旺村、平塘村、五团村、张榕村、福隆村、福联村、马村、水口莫村、新圩村、与善村和民强村。

## 习俗
每逢农历初一、初四、初七等（以三类推）为沙塘圩日，意为小贩和居民赶集的日子。另外两日是湛江圩日和桥圩圩日。

## 语言
人们用类似粤语的本地土话和客家话交流。